# براندون ويليامسون
براندون ويليامسون (بالإنجليزية: Brandon Williamson)‏ هو لاعب كرة قدم أمريكي في مركز الوسط، ولد في 2 أبريل 1998 في غينسفيل في الولايات المتحدة. لعب مع لودون يونايتد.

## وصلات خارجية
- براندون ويليامسون على موقع الدوري الأمريكي (الإنجليزية)
- براندون ويليامسون على موقع قاعدة بيانات كرة القدم.إي يو (الإنجليزية)